# Acacia nigripilosa
Acacia nigripilosa é uma espécie de arbusto do gênero Acacia, pertencente à família Fabaceae.